# Amt Horst-Herzhorn
Amt Horst-Herzhorn er et amt i det nordlige Tyskland, beliggende i den sydlige del af Kreis Steinburg. Kreis Steinburg ligger i den centrale del af delstaten Slesvig-Holsten. Administrationen er beliggende i byen Horst.
Amtet grænser mod nord op til Amt Krempermarsch, mod øst og syd til Kreis Pinneberg og mod vest til byen Glückstadt samt floden Elben.

## Kommuner i amtet
| 1. Altenmoor 2. Blomesche Wildnis 3. Borsfleth 4. Engelbrechtsche Wildnis | 1. Herzhorn 2. Hohenfelde 3. Horst (Holsten) 4. Kiebitzreihe | 1. Kollmar 2. Krempdorf 3. Neuendorf b. Elmshorn 4. Sommerland |

## Historie
I 1889 blev der i den preussiske provins Slesvig-Holsten grundlagt amtsforvaltninger. De enkelte kommuner kunne oprette et selvstændigt amt eller slutte sig sammen med nabokommunerne i en fælles amtsforvaltning. Således dannedes i 1889 seks amter i det nuværende Amts Horst-Herzhorns område. Efter adskillige omlægninger dannedes det nuværende amt i 2008.

## Eksterne kilder og henvisninger
1. ↑  "Kommunesammenlægning"

- Amt Horst-Herzhorn